# گوالوا
گوالوا (به انگلیسی: Gauloises) یک برند سیگار ایجاد شده در فرانسه است؛ مالک فعلی این برند امپریال توباکو و Reemtsma است. این برند در سال ۱۹۱۰ پایه‌گذاری گردید.تلفظ فرانسوی این نام گلواز هست که در متون فارسی بکار رفته است